# Proceso inquisitorial

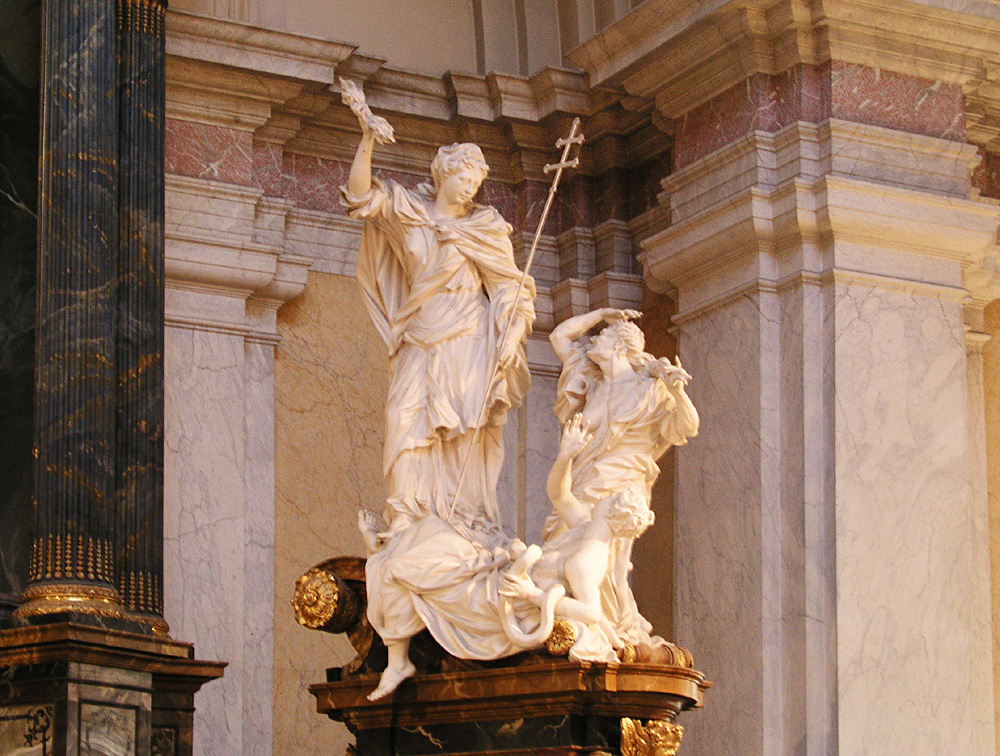
El evangelio triunfando sobre la herejía, escultura alegórica de Gustav Vasakyrkan.

El proceso inquisitorial es el proceso judicial característico del derecho inquisitorial, cuyo principal rasgo consistía en la aplicación del principio inquisitivo (o de oficiosidad), en contraposición al principio contradictorio (también conocido como acusatorio o dispositivo).
Así, el sistema procesal penal de la Inquisición seguiría un modelo de justicia punitiva en el que una parte o todo el tribunal que dictará sentencia, es también parte interesada en el proceso penal, en lugar de una instancia imparcial entre dos partes enfrentadas.
En este sistema el juez era un técnico; se trataba de un funcionario designado por autoridad pública, que representa el estado.

## Matizaciones generales
Es importante señalar que muchos juristas no aceptan la dicotomía entre sistema inquisitorio y sistema acusatorio. 
Desde el punto de vista histórico, las diferencias entre los procedimientos judiciales de la Inquisición española y los procedimientos del derecho regio empleados durante la Edad Media y el Antiguo Régimen no son esencialmente diferentes:

[...] ese fue el tipo de proceso penal utilizado por la Inquisición desde su fundación a su extinción. Pero no sólo por la Inquisición, sino también por todos o casi todos los Tribunales penales de todos o casi todos los reinos de la Europa continental desde el siglo XIII al XVIII. Como el proceso penal inquisitivo nos parece hoy (y desde la Ilustración) injusto e incluso -monstruoso, la anterior afirmación de su general uso puede parecer una «disculpa» esgrimida a favor de la Inquisición. (...) Dicho de un modo más directo: la Inquisición perseguía y juzgaba a herejes. blasfemos o bígamos con el mismo tipo de proceso penal con que cualquier juez o tribunal de la misma época perseguía y enjuiciaba a ladrones, traidores u homicidas.

Por otro lado, desde el punto de vista teórico, existe la misma polémica que se establece en la distinción de los diferentes sistemas jurídicos, por ejemplo, entre el Derecho continental y el Anglosajón.
Asimismo, y dado que la Inquisición no fue una institución única y homogénea a lo largo de la historia, y dado que sus métodos procesales presentaron variaciones a lo largo del tiempo y de la geografía, el llamado sistema inquisitorio es, más que un sistema procesal acabado, una reconstrucción a partir de la documentación conservada sobre distintos procesos inquisitoriales, en muchas ocasiones muy alejados entre sí.
El interés de la reconstrucción radica en que, según algunas fuentes, la comprensión teórica del modelo inquisitorial permite interpretar modelos penales y sistemas políticos actuales, al conservar la lógica inquisitorial sus características, con independencia del objetivo buscado por el órgano represor.

## Diferencias entre el sistema acusatorio y el inquisitorial
El derecho penal establecido por la Inquisición en sus diferentes épocas y modalidades se caracterizó por su oposición a algunas o todas las normas generales del derecho penal común reconocidas hasta el momento
Por inspiración del Derecho romano, los procesos penales medievales y modernos se basaban en el esquema del proceso acusatorio romano, de carácter relativamente garantista, si bien profundamente reformado posteriormente en la época liberal a partir de los principios ilustrados. Las características de ese proceso fueron invertidas por el llamado proceso inquisitorial canónico, que subvertió los principios generales del derecho penal.

### Diferencias generales
Frente al proceso penal acusatorio, de carácter ordinario, oral, público e inmediato (con aplicación del principio probatorio de la inmediatez), el proceso inquisitorial se establecía como especial (specialis), escrito, secreto e indiciario (basado en la sospecha, o suspicio). Según tales premisas, el proceso quedaba fuera del conocimiento y escrutinio público, realizándose, según las instrucciones dadas en su momento, sine strepitu (sin hacerse notar). Asimismo, el proceso inquisitorial es arbitrario: es decir, el juez puede determinar la pena sin sujetarse a ninguna ley que lo limite, frente al legalismo propio del derecho común.

### Igualdad y desigualdad de partes
Si en las causas penales ordinarias el proceso se iniciaba a instancia de parte (es decir, mediante una accusatio formal, en la cual el ofendido denunciaba públicamente al ofensor, explicitando también la ofensa) los procesos inquisitoriales se iniciaban, por lo general, de oficio (ex officio), y cuando esto no era así, como veremos, no había manera de diferenciarlo de un proceso a instancia de parte. La acusación pública exigida por el derecho penal ordinario, que garantizaba, al menos en teoría, la igualdad de partes, era sustituida así por la denuncia secreta y anónima, que consagraba, precisamente, la desigualdad de partes. En realidad, el iudex ordinario, que mediaba entre dos partes (acusado y acusador) en el proceso penal común, era sustituido por un fiscal. Tal cosa implicaba la coincidencia del acusador con el juez en una sola persona, eliminándose de facto el principio general nemo iudex in sua causa (ningún juez lo ha de ser de su propia causa), desapareciendo así el principio de contradicción que se exige en los procesos ordinarios.

### Presunción de inocencia yopinio malis
La acusación pública en el proceso ordinario tradicional era contrarrestada por el principio de presunción de inocencia, castigándose el perjurio, según los ordenamientos (en ocasiones con pena de talión). En cambio, la acusación secreta, que daba inicio al proceso inquisitorial, se basaba en la diffamatio y la suspicia (la difamación y la sospecha) que establecía una presunción de culpabilidad (llamada opinio malis), invirtiendo así la carga de la prueba (llamada onus probandi). Según tal principio probatorio, vigente en la actualidad, la prueba recae sobre el que afirma (affirmanti incumbit probatio): sin embargo, en el proceso inquisitorial, el acusado ha de demostrar su inocencia, incluso sin conocer los motivos concretos por los que se le procesa (dado que todo el proceso se fundamenta en una opinio malis).
Así, inquisitorialistas como Gacto opinan que el principio in dubio pro reo (en caso de duda se favorece al reo) fue sustituido por el de in dubio pro fidei (en caso de duda, se favorece la causa de la Fe)

### Límites del juez ordinario, arbitrio judicial y pruebas
En todo proceso penal ordinario el juez está limitado por el principio dispositivo, según el cual el poder sobre las pretensiones debatidas en el proceso lo tienen las partes que lo ejercitan, no pudiendo el juez, motu proprio, incluir mayores elementos en el pleito. Tal cosa no sucede en el proceso penal inquisitorial, donde el principio dispositivo es sustituido por el principio inquisitivo: es el fiscal-acusador-juez quien marca los objetivos del pleito:

El juez dirige el proceso, y posee para ello un poder muy amplio, discrecional: un enorme y temible «arbitrio judicial». Como señor de todo el proceso (esto es, de toda las actuaciones abiertas desde que se tiene noticia de la posible comisión de un delito hasta la ejecución de la sentencia eventualmente condenatoria), el juez no sólo juzga, sino que, antes de juzgar, investiga los hechos, dirige la indagación (lo que ahora lIamaríamos la investigación policial), busca culpables, acumula pruebas contra ellos. Esta actividad inquisitiva, indagadora, al estar dirigida por quien ha de juzgar después acerca de la culpabilidad o inocencia del reo o reos, disminuye notoriamente la imparcialidad del juez, sobre quien pesarán en el momento de juzgar (esto es, de dictar sentencia) las convicciones por él sostenidas durante su actividad inquisitiva

Si el derecho regio (el derecho penal común) impedía al magistrado basarse en indicios para dictar sentencia (como muestran para el derecho castellano medieval las Siete Partidas, por ejemplo, en VII, 31, 7, y VII, 31, 9), la base de la acusación y de la condena pueden estar basados en la mera suspicio (sospecha), y puede ser indiciaria. Tal es así, que se admitían testigos directos e indirectos (un testigo indirecto es el que testifica sobre el testimonio de otro).
Por otro lado, la confesión de culpabilidad era considerada como prueba plena, incluso bajo tortura, aunque con ciertos límites, como veremos.
Otro límite exigido en el proceso ordinario es la tasación de la prueba y la exigencia de contemplar el principio de causalidad, que en el proceso inquisitorial es sustituido por el arbitrio judicial: el juez deja de estar atado a un texto legal que fundamente la sentencia condenatoria o absolutoria, al contrario de lo que establece el principio de legalidad. Así mismo, en el proceso ordinario rige el principio non bis in idem: una persona no puede ser procesada dos veces por los mismos hechos. En cambio, como se explicará más adelante, el proceso inquisitorial implica la conversión de la absolución en antecedente en el caso de que exista una ulterior condena.

## Tipos de proceso inquisitorial
Existían dos tipos de procesos: el general y el especial.
El proceso de Inquisición general (Inquisitio generalis) se llevaba a cabo por el obispo, el inquisidor, o por ambos, y tenía carácter informativo y preparatorio. Tenía lugar cuando circulaban rumores de herejía, cuando el obispo visitaba su diócesis o cuando un nuevo inquisidor tomaba posesión del cargo. Consistía el la lectura de un Edicto de gracia, tras el cual, y en un periodo de treinta o cuarenta días, quienes estuviesen implicados en actos de herejía podían entregarse y, sin tener que pagar más que una limosna, podían librarse de penas mayores.  A parir del siglo XVI el Edicto de gracia fue sustituido por el Edicto de fe:

[...] los edictos de fe [...] constituyen una pieza clave en la creación de la atmósfera inquisitorial. A tenor de un edicto de fe, que excluía ya cualquier período de gracia, toda persona quedaba obligada bajo pena de excomunión a denunciar herejes y herejías que pudieran haber llegado a su conocimiento. Ello creó un clima de delación, desconfianza, terror y mezquindad, verdaderamente injustificables desde la óptica más benigna.

El Edicto de Fe era una invitación a la denuncia (bajo pena de excomunión) o a la confesión (bajo promesa de trato misericordioso). La denuncia era secreta. La inquisición general podía preceder a la inquisición especial (Inquisitio specialis).
El segundo tipo de proceso, la Inquisición especial se dirigía a un caso concreto, o a un conjunto concreto de casos Podía tener lugar a partir de un proceso general, o bien sin que éste le precediera.

## Fases de laInquisitio specialis

Escudo de la Inquisición. A ambos lados de la cruz, la espada simboliza el trato a los herejes y la rama de olivo la reconciliación con los arrepentidos. Rodea el escudo la leyenda «EXURGE DOMINE ET JUDICA CAUSAM TUAM. PSALM. 73», que en latín significa Álzate, oh Dios, a defender tu causa, salmo 73 (74).

En términos generales, y al igual que algunos procesos penales actuales, la Inquisición Especial se dividía en dos partes: la inquisitiva (o de instrucción) y la judicial (o probatoria). En la primera, el juez instructor investiga (inquiere, de ahí el nombre de la Inquisición), es decir, tras recibir una denuncia, o motu proprio, busca pruebas y reúne testigos, todo ello en secreto. En la segunda, ya con el acusado bajo arresto, se confrontan testimonios y se procede a los diversos interrogatorios, con vistas a emitir sentencia.
La inquisición especial podía iniciarse por tres vías:
- Per accusationem
- Per inquisitionem
- Per denuntiationem

En el primer caso se trataba de una denuncia pública por herejía, y en consonancia con el proceso acusatorio, la calumnia se castigaba con pena de Talión. Sin embargo, algunos inquisitorialistas de la época estimaban que la pena de Talión no se empleaba en caso de acusación temeraria (un ejemplo del arbitrio judicial), por razones obvias: nadie se prestaría a una acusación si pudiera salir perjudicado.
En el segundo caso, el inquisidor, por voluntad propia (non ad istantiam partes, sed ex officio), inicia el procedimiento, basándose en rumores o cualesquiera otros indicios o sospechas que tenga.
El tercer caso era el de la denuncia secreta, o delación. Esta modalidad era anónima, hasta tal punto que el acusado podía no distinguirla del proceso per inquisitionem (ex officio), pues el delator mismo podía aparecer en el proceso no como parte, sino como simple testigo. 
En los tres casos, si las sospechas son arbitrariamente consideradas suficientes, se procede al arresto del acusado.

### Permisos y arresto
Desde el momento en que se iniciaba el procedimiento el inquisidor debía seguir ciertos pasos. Determinados casos (cuando el imputado era religioso, noble o literato) requerían el permiso inicial del Supremo Tribunal de la Santa Inquisición. Una vez recibido el dictamen romano (o inmediato superior, en el caso de una administración inquisitorial autónoma), el inquisidor procedía al arresto.

### Examen simple
Tras el arresto y confiscación de bienes para pagar las costas del proceso, se procedía a un interrogatorio del reo. Bajo juramento, se conminaba al acusado a decir la verdad, es decir, a confesar espontáneamente sus faltas (lo cual tiene paralelismo con el sacramento homónimo), todo ello sin ser informado de los cargos. Si el reo se negaba, o no tuviera nada que decir, se pasaba a la amonestatio (o monición), es decir, la amonestación a decir la verdad. Se le explicaba de manera general, sin precisar demasiado (para no descubrir la identidad del denunciante o de los testigos) qué se esperaba de su confesión. El acusado tenía derecho a procurarase un abogado (si bien con el tiempo, el abogado lo proporcionaría la propia Inquisición) y podía presentar una lista de posibles enemigos, con objeto de recusar a los testigos, testigos que, en realidad, desconocía.
Tal ingnorancia del reo respecto de los cargos, los denunciantes o delatores, o los testigos, contribuía en gran medida a su indefensión, y le dejaba sumido en una completa confusión:

[...] pero como el reo desconocía los detalles de la denuncia -según antes dije- sucedía a veces que se defendía de lo que no se le acusaba. Con otras palabras, al reo se le incriminaba por ejemplo que había dicho tal cosa o que se había manifestado en tales o cuales términos heterodoxos, pero sin informarle de quién los había oído o dónde se habían pronunciado. Entonces él podía pensar que aquello había sucedido en determinada situación y apelaba a los entonces presentes para que testificaran a su favor, lo que de hecho hacían. Sin embargo la acusación se refería a otro momento distinto y la prueba quedaba sin valor. El secreto inquisitorial llevó consigo éstas y otras trágicas consecuencias.

Si decía no recordar, o no saber, o sus respuestas eran imprecisas o contradictorias, o evitaba responder a lo preguntado, se ordenaba su encarcelamiento.

### Aislamiento indefinido
La fase de aislamiento carecía de límites temporales exactos, y se podía extender por horas o por años (así por ejemplo, el eclesiástico y teólogo español Bartolomé de Carranza estuvo dieciocho años en esa situación). Se realizaba en cárceles secretas que la Inquisición tenía preparadas al efecto. El aislamiento tenía el doble objetivo de evitar la fuga del acusado, y al mismo tiempo prepararlo psicológicamente para la siguiente fase procesal, que el acusado de ordinario conocía.
Las condiciones materiales de internamiento eran mejores que las de las cárceles no pertenecientes a la Inquisición, pero se le negaba el acceso a los servicios religiosos y a las visitas.

### Riguroso examen
La siguiente fase se denominaba riguroso examen, que no es otra cosa que un  interrogatorio bajo tortura. Para iniciar esta fase tenían que cumplirse cuatro condiciones:
- Debían haber indicios suficientes.
- Debía obtenerse permiso del Tribunal Superior.
- Debía haber acuerdo con el obispo de la diócesis, que asiste al interrogatorio
- Debía haber finalizado el periodo probatorio y testifical,[13][1] es decir, debía realizarse al final de todo el proceso..

El riguroso examen tenía tres objetivos posibles: conocer el hecho, profundizar en el hecho (pro ulteriori veritate) o conocer la intención (supra intentione) que había dado lugar al hecho (téngase en cuenta que la acusación era, de ordinario, por herejía, es decir, por un delito de opinión).

### Tortura
Al interrogatorio asiste el inquisidor, el obispo (o un representante), los notarios o escribanos, ocasionalmente un médico, y por supuesto, el reo. Antes del examen nuevamente se le amonesta (a esta práctica se la llamaba, como hemos visto,  monición:  se le anima a confesar, mostrándole el lugar donde se le va a torturar). Si aun así se negaba a confesar, se procede a torturarlo. Primero se anota la fecha, los asistentes y el nombre del interrogado. Luego, mediante reloj de arena (pues la tortura no tenía en puridad que extenderse más de media hora), y tras desnudarlo (las mujeres podían cubrirse con unos paños), se da comienzo al interrogatorio bajo tormento.
Tras media hora, si el reo no confesaba, y si el Inquisidor decidía continuar la sesión otro día, se escribía en el acta la expresión animo tamen y se devolvía al torturado a su celda, advirtiéndole de que en tiempo indeterminado se le volvería a llamar. Si el reo confesaba, debía confirmar la declaración libremente y con posterioridad, ya sin tormento. La particularidad de tal confirmación (en oposición al derecho penal común) es que al reo no se le leía su anterior declaración para que simplemente la ratificara, sino que debía hacerla de nuevo, de su propia voz, con objeto de que el inquisidor pudiera detectar contradicciones o descubrir razones para encausar a otros herejes, si bien podía leérsele en ocasiones el sumario, para refrescarle la memoria.
Los tipos de tortura eran variados: suspendiéndolo de las muñecas con las manos atadas a la espalda (la garrucha), quemándole las plantas de los pies, dándole baquetazos (el azote) o aplastándole los pies o los dedos (el aplastapulgares). Cabía la posibilidad de que por alguna lesión (fractura en el pasado, defecto corporal, etc) el acusado no pudiera ser sometido a un tipo concreto de suplicio: en tal caso, un médico o varios, emitían un dictamen, que se añadía al acta, y el Inquisidor decidía un procedimiento de tortura alternativo. En todo caso, la normativa impedía que la tortura dejara lesiones permanentes o lisiara al reo.
El escribano que estaba presente en la sesión de tortura recogía todos los detalles y "anotaba cada palabra y cada gesto, dándonos con ello una impresionante y macabra prueba de los sufrimientos de las víctimas de la Inquisición". El siguiente es un ejemplo de estos documentos. Se trata de una mujer judeoconversa acusada de seguir practicando su antigua religión por no comer carne de cerdo y cambiarse de ropa los sábados (aunque ella cuando es puesta en el potro desconoce completamente la acusación y lo que han afirmado los testigos de cargo, pues esta era la forma de actuar de la Inquisición: que el reo confesara sin que se le dijera qué supuesto delito había cometido):

Se ordenó que fuera puesta en el potro, y ella preguntó: "Señores, ¿por qué no me dicen lo que tengo que decir? Señor, pónganme en el suelo, ¿no he dicho ya que hice todo eso?". Le pidieron [los inquisidores] que lo dijera. Y ella respondió: "No recuerdo, quítenme de aquí. Hice lo que los testigos han dicho". Le pidieron que explicara con detalle qué es lo que habían dicho los testigos. Y ella replicó: "Señor, como ya le he dicho, no lo sé seguro. Ya he dicho que hice todo lo que los testigos dicen. Señores, suéltenme, por favor, porque no lo recuerdo". Le pidieron que lo dijera. Y ella respondió: "Señores, esto no me va a ayudar a decir lo que hice y ya he admitido todo lo que he hecho y que me ha traído a este sufrimiento. Señor, usted sabe la verdad. Señores, por amor de Dios, tengan piedad de mí. ¡Oh, señor! Quite estas cosas de mis brazos, señor, suélteme, me están matando". Fue atada en el potro con las cuerdas, y amonestada a que dijera la verdad, se ordenó que fueran apretados los garrotes. Ella dijo: "Señor, no ve que estas personas me están matando? Lo hice, por amor de Dios, dejen que me vaya".

Es relevante señalar que la tortura era un procedimieto empleado en toda Europa en el derecho penal común. La innovación introducida por el método inquisitorial radica en que solamente se aplicaba una vez que las pruebas habían sido presentadas y los testigos habían declarado. Eso explica que la falta de confesión bajo tortura, o una retractación posterior de lo declarado, no implicaba la absolución del reo.

### Los posibles estados del acusado
Una acusación de herejía o brujería, técnicamente, no siempre terminaba en la hoguera, si bien, como decía Tuberville, "se puede dejar la Inquisición sin ser quemado, pero no sin salir chamuscado".
A ojos de la Inquisición, los cristianos (pues solamente tenía jurisdicción sobre ellos) podían pertenecer a diferentes categorías, en función de su posición dentro del proceso inquisitorial: protestatio, abiuratio, purgatio, relapsia, pertinatia y contumatia.
La Protestatio:
Algunos historiadores establecen que la primera institución legal que anticipa la inquisición fue la protestatio. Cuando un escritor entregaba a la imprenta una obra incluía en su inicio una autocrítica preventiva. La protestatio se componía de tres partes:
- la professio fidei
- la cautio
- la declaratio

En la primera parte, el autor expresaba su pertenencia a la Iglesia católica y afirmaba seguir sus enseñanzas, rechazando la herejía. En la segunda, declaraba que cualquier error o seperación de las enseñanzas de la Iglesia debe imputársele a su ignorancia, y debe considerarse como no escrito. Por último, en la declaratio el autor aceptaba amonestaciones y penas que se derivaran de sus errores, y se mostraba dispuesto a realizar las correcciones oportunas. Desde el punto de vista legal, la protestatio no evitaba la acusación de herejía, pero sí impedía caer en la categoría de pertinaz.
La Purgatio:
Se trata de un juramento público de origen romano, ante testigos de igual condición social, y es consecuencia directa de la diffamatio (una denuncia) y la posterior suspicia (la sospecha del inquisidor): si el difamado no se purga, recibe excomunión, y es tenido por contumaz (v. más abajo, contumatia). Para eliminar la difamación, el acusado debe proceder a la purgación. Para defenderse de la sospecha, ha de proceder a la abjuración.
La Abiuratio:
Tenía lugar cuando el acusado reconocía su falta y mostraba arrepentimiento, o bien rechazaba públicamente haber cometido herejía. Cabe decir que la abiuratio no implicaba la plena absolución del reo:

...la pena que se imponía al reo que por primera vez incurría en este tipo de delitos y que confesase y mostrase claros signos de arrepentimiento, no era la ordinaria, es decir, la de muerte, sino otras penas arbitrarias (léase al arbitrio del juez) y más leves determinadas por el juez inquisitorial, independientemente de que se mantuviese la condición infamante del reo y la económica de confiscación de sus bienes. Esta última no podía faltar, no en vano el Santo Oficio era un formidable aparato recaudatorio.

También podía ocurrir que no hubiera ratificación tras el tormento de lo previamente declarado, en cuyo caso, al no ser la tortura la única prueba aceptada en el proceso, y al haberse aplicado tras la etapa probatoria, la absolución no estaba garantizada.
Sin embargo, en caso de nueva acusación, cualquier abjuración o absolución anterior pasaba a convertirse en antecedente y por tanto agravante, y mediante una ficción jurídica, el reo pasaba de simple acusado a reincidente, es decir, relapso.
La Relapsia:
La relapsia es la condición del que recae en la herejía. Cabe recordar que una condena a la que precede una purgación o abjuración se convierte, como hemos visto, en reincidencia. 
La relaspia termina, indefectiblemente, en sentencia de muerte.
La Pertinatia:
Pertinaz es que insiste en el error (en este caso, en la herejía), y al igual que el relapso, es condenado a muerte.
La Contumatia:
La contumacia era la condición del que, habiendo huido, o no estando presente, debía comparecer ante el tribunal de la Inquisición. Si el derecho romano establecía que el ausente, por indefensión, y en virtud del principio de presunción de inocencia, no debía ser condenado (en palabras de Trajano, absens in criminibus damnari non debere, es decir: el ausente en los procesos criminales no debe ser condenado) para el derecho inquisitorial, la ausencia no es un estado de hecho, sino una prueba: el contumaz, con su huida (o simple ausencia), prueba su culpabilidad.  El procedimiento habitual era la emisión de tres edictos sucesivos (o un edicto que valiese por los tres), un plazo de un mes para presentarse, y posterior excomunión por un año. Así, la contumacia deriva en pertinacia, y la sentenecia es condenatoria (pues la sospecha leve se convierte, inicialmente, en vehemente: levis suspicio transit in vehementem, en palabras de Eymeric-Peña
). Nótese que si el llamado se presentara, ya no tendría que responder por una sospecha leve, sino vehemente, es decir, grave. Tras cumplirse el periodo, y ante la incomparecencia del acusado, la sospecha pasa de vehemente a violenta. Entonces el acusado no es declarado hereje, pero es condenado «como si lo fuera» (velut haereticus condamnetur) y quemado en efigie.

### Larelajación
Para la ejecución de la pena impuesta (azotes, muerte) el condenado era relajado, es decir, entregado al brazo secular (o poder civil), que era el encargado de su ejecución pública. El auto de fe era publicitado, y realizado en la plaza pública, con gran despliegue de medios y cierto gusto por la escenografía. Si el hereje impenitente se arrepentía y se convertía ya en el cadalso, se permitía, antes de la quema, su ejecución por estrangulamiento (si era de condición humilde) o por degollamiento (si era noble). En caso contrario, se le quemaba vivo. Podía darse el caso de que el acusado ya hubiera muerto, en cuyo caso se desenterraban sus restos y se quemaban. Si estaba ausente, como queda dicho, se quemaba su efigie.

## Interpretaciones sobre el proceso inquisitivo
Según algunos investigadores el derecho inquisitorio continúa presente en algunos códigos penales actuales, como muestran las expresiones absuelto por falta de pruebas, dogmática del derecho penal, secreto sumarial, o como muestra la existencia, en la mayoría de las legislaciones europeas, de un ministerio fiscal.
Se considera, en otros casos, que los sistemas penales actuales son sistemas mixtos, mezcla del proceso acusatorio y del proceso inquisitorial.